# Panamerika-Meisterschaften im Straßenradsport 2025
Die Panamerika-Meisterschaften im Straßenradsport 2025 wurden vom 23. bis 27. April durch den Panamerikanischen Radsportverband (COPACI) im uruguayischen Punta del Este ausgetragen.

## Ablauf
Alle Wettbewerbe fanden auf der am Atlantik gelegenen Küstenstraße Rambla Lorenzo Batlle Pacheco statt, wo der Abschnitt zwischen Stadtzentrum und dem Viertel San Lorenzo-El Placer hin und her befahren wurde. Der dadurch entstehende Rundkurs von 12,4 km Länge wurde je nach Wettbewerb unterschiedlich oft durchlaufen.
Es gab Wettbewerbe im Einzelzeitfahren und im Straßenrennen für Männer und Frauen. Bei den Männern wurden die Kategorien Elite, U23 und Junioren ausgefahren, bei den Frauen Elite und Junioren.
- 23. April: Einzelzeitfahren Frauen Junioren, Männer Junioren, Frauen Elite
- 24. April: Einzelzeitfahren Männer U23, Männer Elite
- 25. April: Straßenrennen Frauen Junioren, Männer Junioren
- 26. April: Straßenrennen Frauen Elite, Männer U23
- 27. April: Straßenrennen Männer Elite

## Ergebnisse

### Männer
| Rang | Name                | Zeit (h) |
| ---- | ------------------- | -------- |
| 1    | Álvaro Hodeg        | 4:56:44  |
| 2    | Sebastián Brenes    | gl. Zeit |
| 3    | Jason Huertas       | gl. Zeit |
| 4    | Cristian Pita       | gl. Zeit |
| 5    | Leonardo Cobarrubia | gl. Zeit |
| 6    | Leangel Linarez     | gl. Zeit |
| 7    | Alejandro Osorio    | + 0:01   |
| 8    | Francisco Kotsakis  | gl. Zeit |
| 9    | Thomas Silva        | gl. Zeit |
| 10   | Kaden Hopkins       | gl. Zeit |

| Rang | Name               | Zeit (min) |
| ---- | ------------------ | ---------- |
| 1    | Walter Vargas      | 46:48      |
| 2    | Rodrigo Contreras  | + 1:57     |
| 3    | Diego Mendes       | + 2:12     |
| 4    | Thomas Silva       | + 2:14     |
| 5    | Eric Fagúndez      | + 2:16     |
| 6    | Jonathan Caicedo   | + 2:20     |
| 7    | Kaden Hopkins      | + 2:21     |
| 8    | Franklin Archibold | + 2:30     |
| 9    | Héctor Quintana    | + 2:49     |
| 10   | Nicholas Narraway  | + 2:58     |

### Frauen
| Rang | Name                | Zeit (h) |
| ---- | ------------------- | -------- |
| 1    | Juliana Londoño     | 2:42:37  |
| 2    | Skylar Schneider    | gl. Zeit |
| 3    | Teniel Campbell     | gl. Zeit |
| 4    | Catalina Soto       | gl. Zeit |
| 5    | Paola Muñoz         | gl. Zeit |
| 6    | Flor Espiritusanto  | gl. Zeit |
| 7    | Yendry Quesada      | gl. Zeit |
| 8    | Julieta Benedetti   | gl. Zeit |
| 9    | Jessica Bonilla     | gl. Zeit |
| 10   | Ana Paula Polegatch | gl. Zeit |

| Rang | Name                 | Zeit (min) |
| ---- | -------------------- | ---------- |
| 1    | Ruth Edwards         | 34:44      |
| 2    | Emily Ehrlich        | + 0:10     |
| 3    | Teniel Campbell      | + 0:44     |
| 4    | Diana Peñuela        | + 1:26     |
| 5    | Aranza Villalón      | + 1:42     |
| 6    | Juliana Londoño      | + 1:52     |
| 7    | Wanda Villanueva     | + 2:40     |
| 8    | Andrea Ramírez       | + 2:49     |
| 9    | Agua Marina Espínola | + 2:50     |
| 10   | Miryam Núñez         | + 3:06     |

### Männer U23
| Rang | Name                | Zeit (h) |
| ---- | ------------------- | -------- |
| 1    | Jonathan Guatibonza | 3:44:46  |
| 2    | Cristian Vélez      | gl. Zeit |
| 3    | Ciro Pérez          | gl. Zeit |

| Rang | Name                | Zeit (min) |
| ---- | ------------------- | ---------- |
| 1    | Mateo Kalejman      | 48:16      |
| 2    | Juan Diego Quintero | + 2:10     |
| 3    | Freddy Ávila        | + 3:01     |

### Junioren
| Rang | Name              | Zeit (h) |
| ---- | ----------------- | -------- |
| 1    | Leonardo León     | 2:49:03  |
| 2    | Mario Sánchez     | + 0:01   |
| 3    | Raimundo Carvajal | gl. Zeit |

| Rang | Name               | Zeit (min) |
| ---- | ------------------ | ---------- |
| 1    | Jerónimo Calderón  | 33:25      |
| 2    | José Manuel Posada | + 1:25     |
| 3    | Luciano Carrizo    | + 2:04     |

### Juniorinnen
| Rang | Name           | Zeit (h) |
| ---- | -------------- | -------- |
| 1    | Luciana Osorio | 1:55:48  |
| 2    | Yaletsa Marín  | gl. Zeit |
| 3    | Guadalupe Díaz | gl. Zeit |

| Rang | Name               | Zeit (min) |
| ---- | ------------------ | ---------- |
| 1    | Luciana Osorio     | 18:50      |
| 2    | Estefania Castillo | + 0:32     |
| 3    | Marlen Rojas       | + 0:45     |

## Medaillenspiegel
| Platz  | Land                | Gold | Silber | Bronze | Gesamt |
| ------ | ------------------- | ---- | ------ | ------ | ------ |
| 1      | Kolumbien           | 7    | 6      | 1      | 14     |
| 2      | Vereinigte Staaten  | 1    | 2      | 0      | 3      |
| 3      | Argentinien         | 1    | 0      | 1      | 2      |
| 4      | Mexiko              | 1    | 0      | 0      | 1      |
| 5      | Costa Rica          | 0    | 1      | 1      | 2      |
| 6      | Bolivien            | 0    | 1      | 0      | 1      |
| 7      | Chile               | 0    | 0      | 3      | 3      |
| 8      | Trinidad und Tobago | 0    | 0      | 2      | 2      |
| 9      | Brasilien           | 0    | 0      | 1      | 1      |
| 9      | Uruguay             | 0    | 0      | 1      | 1      |
| Gesamt | Gesamt              | 10   | 10     | 10     | 30     |